# Below Her Mouth
Pour plus de détails, voir Fiche technique et Distribution.
Below Her Mouth (Sous ses lèvres) est un film canadien réalisé par April Mullen, sorti en 2016. L'équipe de tournage du film était entièrement féminine.

## Synopsis
À Toronto, Jasmine (Natalie Krill) et Dallas (Erika Linder) commencent une histoire d'amour passionnée. Le seul problème, c'est que Jasmine est fiancée à Rile (Sebastian Pigott).
Dallas est couvreuse et Jasmine est éditrice dans le secteur de la mode. Les deux femmes se rencontrent dans un bar. Dallas sort d'une relation difficile et cherche une conquête, tandis que Jasmine accompagne une amie, par curiosité et pour avoir de nouvelles sensations. Dans ce bar Dallas et Jasmine tombent sous le charme l'une de l'autre. Même si Jasmine est fiancée, Dallas parvient quand même à la séduire. Les deux vivent une histoire sans faute, jusqu'au retour du fiancé de Jasmine.

## Fiche technique
- Titre original : Below Her Mouth
- Titre français : Sous ses lèvres[2]
- Réalisation : April Mullen
- scénario : Stephanie Fabrizi
- Production : Melissa Coghlan
- Sociétés de production : Serendipity Point Films
- Sociétés de distribution :
- Budget :
- Pays d’origine :  Canada
- Langue originale : anglais canadien
- Format : couleur
- Genre : Drame, romance saphique
- Lieux de tournage : Toronto
- Durée : 92 minutes
- Date de sortie :
  -  Canada :
    - 10 septembre 2016 au festival international du film de Toronto
    - 30 septembre 2016 au festival international du film d'Edmonton (en)

  -  Argentine : 22 novembre 2016 au festival international du film de Mar del Plata
  -  Suède :
    - 29 janvier 2017 au festival international du film de Göteborg
    - 19 février 2017

  -  Allemagne : mars 2017
  -  Belgique,  France : 1er août 2017 sur Netflix

## Distribution
- Natalie Krill : Jasmine
- Erika Linder : Dallas
- Sebastian Pigott : Rile
- Mayko Nguyen : Joslyn
- Elise Bauman : Bridget
- Tommie-Amber Pirie : Quinn
- Andrea Stefancikova : M.J.
- Melanie Leishman : Claire
- Jocelyn Hudon : Nikki, le mannequin
- Ian Matthews : Willy
- Anastasia Marinina : la barmaid
- Karl Campbell : l'agent de sécurité
- Jennifer Krukowski : la danseuse
- Daniela Barbosa : Desiree
- Taylor McKay